# František Koubek (fotbalista)
František Koubek (* 6. listopadu 1969, Strakonice) je bývalý český fotbalista, útočník.

## Fotbalová kariéra
S fotbalem začínal v Miroticích na Písecku, pak šel do Milevska, které právě spadlo z divize do krajského přeboru. Z Milevska přešel do B-týmu Sparty a po angažmá v Brandýse nad Labem do tehdy třetiligové Dukly Praha. Ligu začal hrát ve Viktorii Žižkov. Střelecky na sebe v lize upozornil v Hradci Králové, kde hrál pod trenérem Hřebíkem. V zahraničí působil v korejském týmu FC Seoul (then known as Anyang LG Cheetahs). Po návratu hrál za FK Chmel Blšany, odkud byl poslán na hostování do Zlína a Mostu. Kariéru končil v nižší soutěži v Německu. Po skončení fotbalové kariéru hrál amatérsky futsal a pracuje jako stavební a technický dozor a působí v týmu FK Kunice, který postoupil z I.B třídy do ČFL. V lize odehrál 141 utkání a dal 22 gólů.

## Ligová bilance
| Ročník                          | Zápasy | Góly | Klub               |
| ------------------------------- | ------ | ---- | ------------------ |
| 1. česká fotbalová liga 1993/94 | 6      | 0    | SK Hradec Králové  |
| 1. česká fotbalová liga 1994/95 | 6      | 0    | SK Hradec Králové  |
| 1. česká fotbalová liga 1995/96 | 12     | 0    | FK Viktoria Žižkov |
| 1. česká fotbalová liga 1996/97 | 23     | 1    | FK Viktoria Žižkov |
| 1. česká fotbalová liga 1997/98 | 4      | 0    | FK Viktoria Žižkov |
| 1. česká fotbalová liga 1997/98 | 22     | 5    | SK Hradec Králové  |
| Gambrinus liga 1998/99          | 26     | 11   | SK Hradec Králové  |
| Gambrinus liga 1999/00          | 22     | 3    | FK Chmel Blšany    |
| Gambrinus liga 1999/00          | 13     | 6    | FC Seoul           |
| K League 2000                   | 11     | 6    | FC Seoul           |
| Gambrinus liga 2001/02          | 12     | 1    | FK Chmel Blšany    |
| Gambrinus liga 2002/03          | 1      | 0    | FK Chmel Blšany    |
| Gambrinus liga 2002/03          | 7      | 0    | FC Tescoma Zlín    |
| CELKEM                          | 175    | 31   |                    |